# Leynartunnilin
De Leynartunnilin is een verkeerstunnel op de Faeröer, een eilandengroep die een autonoom gebied vormt binnen het Deense Koninkrijk. De tunnel werd geopend in 1977 en verbindt de plaatsen Leynar en Oyrareingir met elkaar. De tunnel heeft een lengte van 760 meter en is daarmee de kortste tunnel van de Faeröer. Een paar honderd meter van de tunnel ligt de Vágatunnilin, de op een na langste tunnel van de Faeröer. Leynartunnilin is onderdeel van landsveg 11, de verbindingsweg tussen Tórshavn en luchthaven Vágar.